# Vengeance (film, 2017)
Pour plus de détails, voir Fiche technique et Distribution.
Vengeance (Vengeance: A Love Story) est un film américain réalisé par Johnny Martin, sorti en 2017. Il est adapté du roman Viol : une histoire d'amour (Rape: A Love Story) de Joyce Carol Oates.

## Synopsis
Le 4 juillet, Teena, mère célibataire, est brutalement agressée par un gang local devant sa fille Bethie, 12 ans. Même si Bethie est capable d'identifier les attaquants, la défense engage un avocat local de premier plan qui manipule la loi à son avantage. Lorsque les criminels sont libérés par corruption, le vétéran de la guerre du Golfe et détective John Dromoor (Nicolas Cage) est consterné par le manque de justice et prépare une vengeance contre ces hommes au nom de Teena.

## Fiche technique
- Titre original : Vengeance: A Love Story
- Titre français : Vengeance
- Réalisation : Johnny Martin
- Scénario : John Mankiewicz, d'après l’œuvre de Joyce Carol Oates
- Décors : Jennifer Benton
- Costumes : Peggy Stamper
- Photographie : David Stragmeister
- Montage : Howard E. Smith
- Musique : Frederik Wiedmann
- Producteur : Michael Mendelsohn
- Producteur exécutif : Richard Rionda Del Castro
- Coproducteur : Nicolas Cage
- Sociétés de production : Patriot Pictures, Hannibal Classics et Saturn Films
- Société de distribution : Marco Polo Production (France), FilmRise (États-Unis)
- Pays d'origine :  États-Unis
- Langue originale : anglais
- Format : couleur
- Genre : thriller
- Durée : 99 minutes
- Dates de sortie :
  -  France : 26 avril 2017 (en VOD)
  -  États-Unis : 15 septembre 2017 (en VOD)
- Interdit aux moins de 12 ans

## Distribution
- Nicolas Cage (VF : Dominique Collignon-Maurin / VQ : Benoît Rousseau) : John Dromoor
- Don Johnson (VF : Patrick Poivey) : Jay Kirkpatrick
- Deborah Kara Unger (VF : Déborah Perret) : Agnes
- Joshua Mikel (VF : Charles Germain (acteur)) : Marvin Fick
- Anna Hutchison (VF : Julie Turin): Teena
- Emily Sandifer : Ursula
- Rey Hernandez (VF : Nicolas Justamon) : Craig Trooper
- Nicole Barré (VF : Françoise Escobar) : Dr. Matthews
- Cory Scott Allen (VF : Jonathan Benhamou) : Ray Casey
- Joe Ochterbeck (VF : Thibaut Belfodil) : Jimmy
- Dikran Tulaine (VF : Patrick Laplace) : Walt
- Talitha Bateman (VF : Maryne Bertieux) : Bethie Maguire
- Mike Pniewski (VF : Michel Voletti) : Juge Schpiro
- Rocco Nugent (VF : Erwan Zamor) : Lloyd Fick
- Michael Papajohn (VF : Eric Marchal) : JJ Breen
- Bernardo Pena (VF : Eric Marchal) : Brand
- Xavier Declie (VF : Eric Marchal) : Père Muldoon

Direction artistique : Véronique Borgias
Version française sur RS-Doublage